# Winiec (powiat bartoszycki)
Winiec – osada w Polsce, w województwie warmińsko-mazurskim, w powiecie bartoszyckim, w gminie Bisztynek. Miejscowość wchodzi w skład sołectwa Sułowo.
Do 2023 miejscowość była częścią wsi Sułowo.
W latach 1975–1998 miejscowość administracyjnie należała do województwa olsztyńskiego.